# Viesen

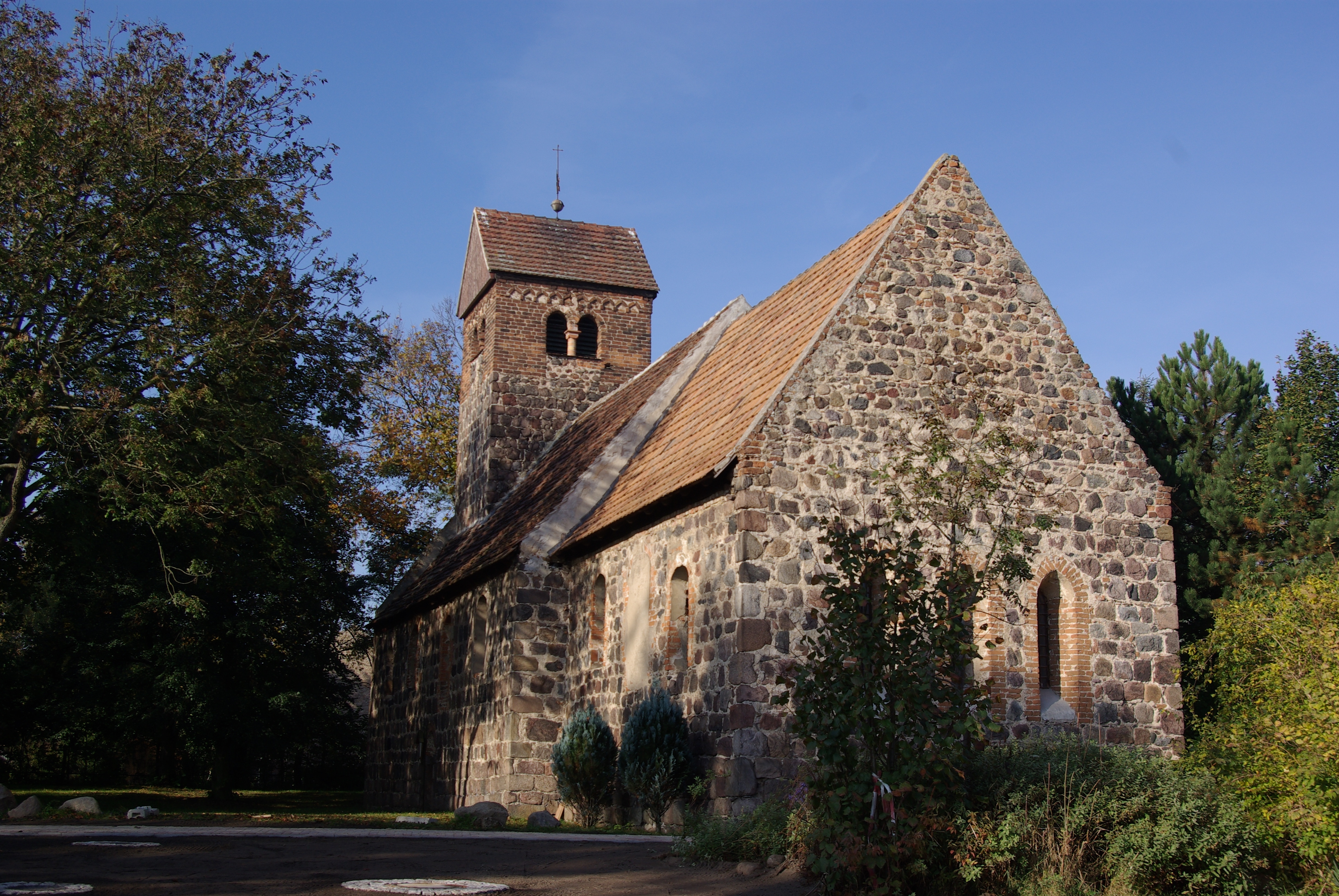
Die Dorfkirche Viesen

Viesen [ˈfiːsn̩] ist seit 2001 ein Ortsteil der Gemeinde Rosenau im Landkreis Potsdam-Mittelmark im Westen des Landes Brandenburg.

## Geographie
Viesen liegt etwa zehn Kilometer südwestlich der Stadt Brandenburg an der Havel an dessen Stadtgrenze. Östlicher Nachbarort ist das Dorf Mahlenzien etwa drei Kilometer entfernt, zwei Kilometer westlich liegt Rogäsen. Das Dorf liegt in der Übergangszone zwischen dem zum Baruther Urstromtal gehörenden Fiener Bruch nach Süden und den Hochflächen der Karower Platte im Norden. Diese Landschaften sind eiszeitlicher Genese. Südlich Viesens läuft die Buckau durch das Bruchtal. Am Fluss liegt der Wohnplatz Viesener Mühle, eine ehemalige Wassermühle.

## Geschichte
Erstmals urkundlich wurde Visene 1282 erwähnt. Es lag an der alten Heerstraße Brandenburg–Magdeburg. Um 1800 gab es zwei Rittergüter und eine Windmühle im Ort. Das Patronatsrecht hatte jahrhundertelang die Familie von Britzke inne. Am 30. September 1928 wurde der Gutsbezirk Viesen mit der Landgemeinde Viesen vereinigt.
Am 20. Juli 1950 wurde die bis dahin eigenständige Gemeinde Mahlenzien nach Viesen eingemeindet. Am 6. Dezember 1993 ging dieser Ortsteil durch eine Gebietsabtretung an die Stadt Brandenburg an der Havel verloren.

## Sehenswürdigkeiten
Die Dorfkirche Viesen ist eine Feldsteinkirche aus der Mitte des 13. Jahrhunderts. Neben dieser stehen in der Dorfstraße noch ein Gehöft unter der Hausnummer 37, das alte Schulzengehöft unter der 45 und ein Wohnhaus mit Stall unter der 51 unter Denkmalschutz.

## Schutzgebiete
Viesen liegt im SPA-Gebiet (europäisches Vogelschutzgebiet) Fiener Bruch. Die Buckau südlich ist als FFH-Gebiet Buckau und Nebenfließe Ergänzung ausgewiesen. Unmittelbar nordöstlich beginnt das Landschaftsschutzgebiet Brandenburger Wald- und Seengebiet. Im Dorf ist eine Linde als Naturdenkmal unter Schutz gestellt.